# Ludwig Thiersch
Pour les articles homonymes, voir Thiersch.
Ludwig Thiersch (né le 12 avril 1825, mort le 10 mai 1909) est un peintre allemand.

## Biographie
Né à Munich, fils de Friedrich Thiersch, il étudie la sculpture à l'Académie des beaux-arts de Munich, mais après quelques années se tourne vers la peinture. Il a comme professeurs Heinrich Maria von Hess, Julius Schnorr von Carolsfeld, et Karl Schorn. En 1852, il voyage avec son père à Athènes, où il s'intéresse à l'art byzantin. Il se rend à Vienne en 1856, et à Saint-Pétersbourg en 1860, où il peint des fresques et des icônes. Il décora l'iconostase en marbre de l'église grecque Saint-Étienne de Paris.

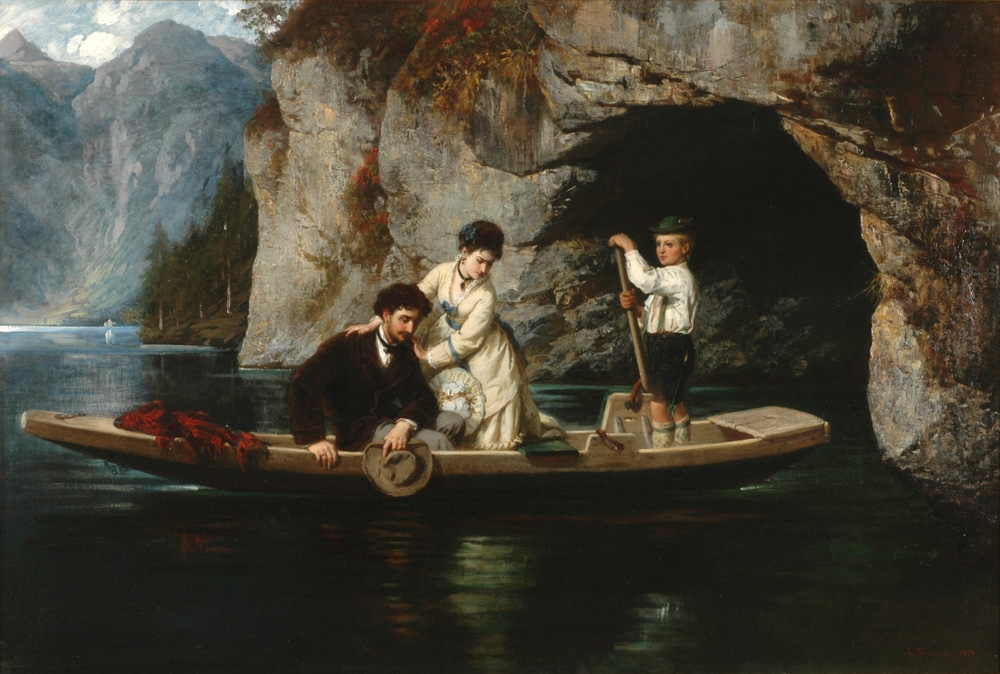
Unergründlich, 1874
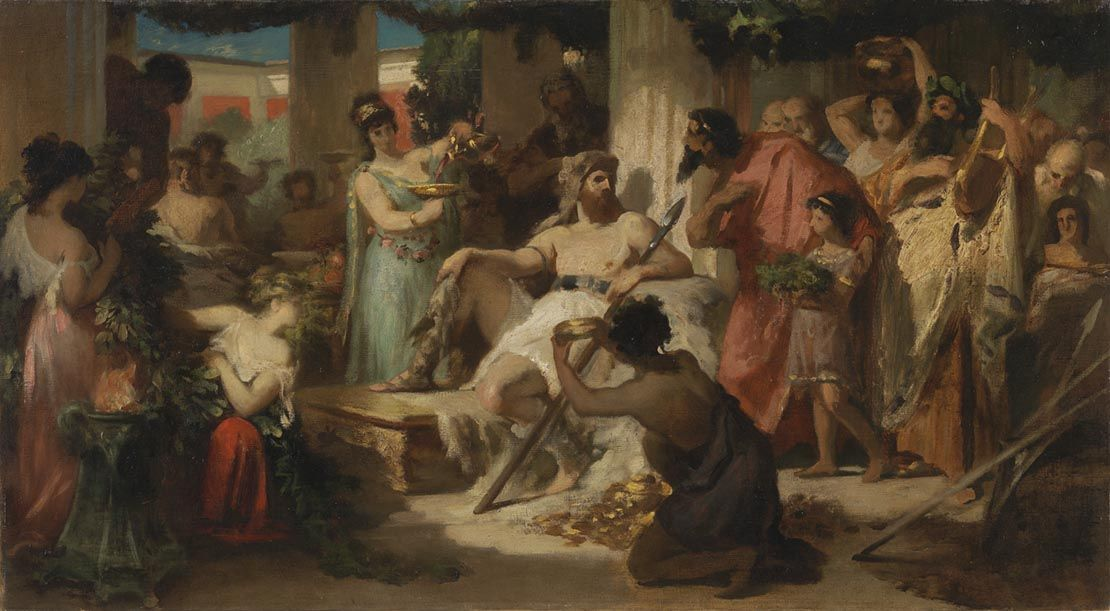
Alarich à Athènes
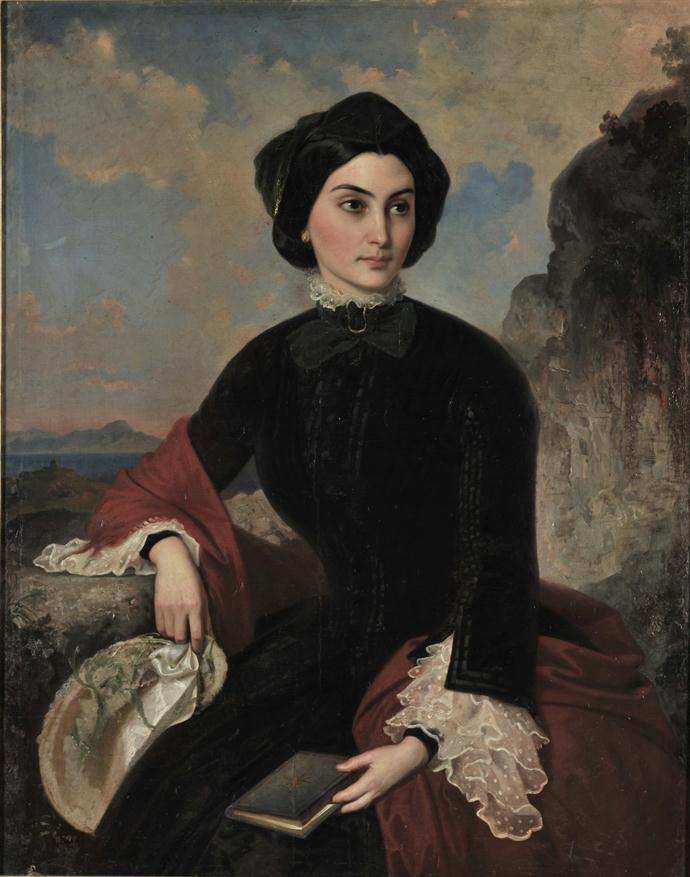
Kleoníki Gennadíou, vers 1856, Pinacothèque nationale d'Athènes
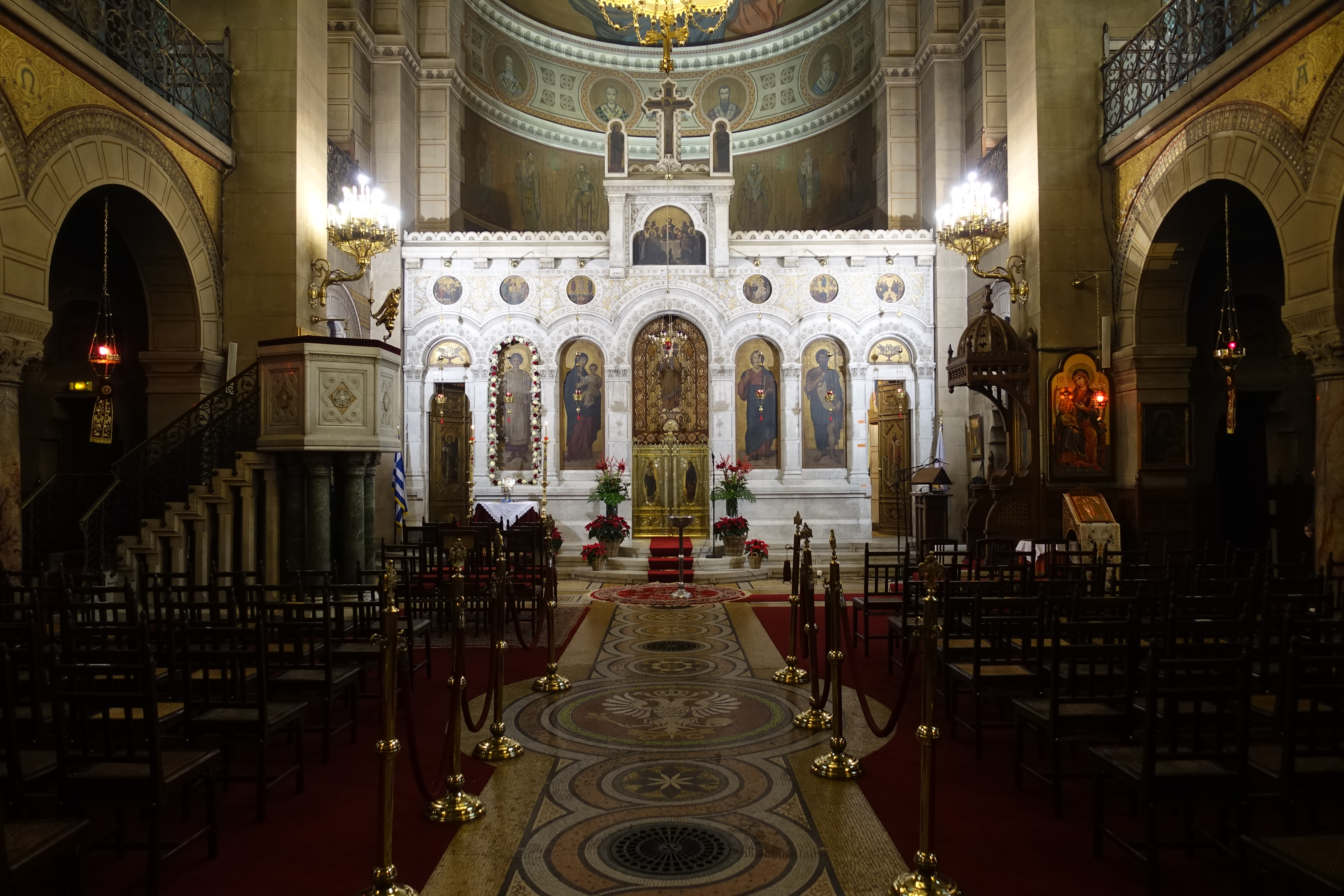
La cathédrale grecque Saint-Étienne de Paris.